# Università di Andorra
L'Università di Andorra (in catalano Universitat d'Andorra) è l'unica università di Andorra ed è stata aperta nel 1988.

## Struttura
È divisa nella Scuola Universitaria di Infermeria, la Scuola di Informatica e Gestione, e nel Centro di Studi Virtuali e Estensione Universitaria.
L'Università di Andorra partecipa al Istituto Joan Lluís Vives (IJLV) e alla  Associazione delle università europee.